# Сайлент Хилл (фильм)
«Са́йлент Хилл» (англ. Silent Hill, МФА: [ˈsaɪ.lənt hɪl]; дословно «Тихий Холм») — фильм ужасов о сверхъестественном, основанный на одноимённой серии игр. Мировая премьера фильма состоялась 21 апреля 2006 года, в России — 6 мая. Согласно основной сюжетной линии, Роуз Дасилва, с целью выяснить причину заболевания своей приёмной дочери, отправляется в туманный город Сайлент Хилл, где попадает в альтернативные измерения, наполненные монстрами. Слоганы фильма: «Мы ждали тебя» (англ. We’ve been expecting you), «Игра началась» (англ. The Game is on), «Тишина будет нарушена» (англ. The Silence Will Be Broken), «Получите удовольствие от пребывания» (англ. Enjoy Your Stay).
Режиссёром картины выступил Кристоф Ган, главные роли исполнили Рада Митчелл, Джодель Ферланд и Лори Холден. В основе концепции киноленты лежит идея города, существующего в четырех различных вариациях, представленных в метафизическом, мистическом и двух временных аспектах. Съёмки ленты длились три месяца. Большинство монстров, встречающихся в фильме, были сыграны профессиональными танцорами, лишь некоторые из них были созданы на основе компьютерной графики.
Картина получила неоднозначные и большей частью негативные отзывы кинокритиков. Обозреватели отрицательно восприняли сюжет, считая его нелепым, банальным и бессмысленным, но положительно характеризовали визуальную составляющую киноленты, дизайн монстров и города, а также элементы хоррора. И всё же ряд рецензентов удостоил «Сайлент Хилл» высоких оценок, назвав фильм образцовой игровой экранизацией, а всю ситуацию с критическим восприятием — «феноменом коллективной неадекватности». Лента получила четыре номинации на премию Chainsaw Award. При бюджете в 50 миллионов долларов общая сумма театральных сборов составила свыше 100 миллионов долларов и более 22 миллионов долларов с продаж DVD.

## Сюжет
| «                                                                                 | Разве не знаете, что мы будем судить ангелов? Или не знаете, что святые будут судить мир? | » |
| — 1Кор. 6:2,3, слова апостола Павла на рекламном щите рядом с домом протагонистов |                                                                                           |   |

Роуз Дасилва, несмотря на возражения своего мужа Кристофера, решила отвезти свою приёмную дочь Шэрон в заброшенный город Сайлент Хилл, который девочка видит во время припадков из-за приступов лунатизма:133. По дороге их преследует патрульная полицейская Сибил Беннет, подозревающая, что Роуз — преступница.
При въезде в город из-за странной фигуры, внезапно появившейся на дороге, Роуз попадает в аварию. Мотоцикл Беннет также врезается в ограждение. Очнувшись после удара, Роуз обнаруживает, что Шэрон исчезла:133. Главная героиня идёт искать свою дочь и встречается с монстрами — Пепельными детьми, из-за чего теряет сознание. Очнувшись, она пытается выйти за черту города, но замечает, что на месте дороги образовался огромный обрыв, который нельзя преодолеть. Её обнаруживает Беннет. Сначала она пытается арестовать Роуз, но встретившись с Безруким, плюющимся кислотой, понимает, что им придётся действовать сообща.
Вернувшись в город и обнаружив рисунки из альбома Шэрон, они находят общину религиозных фанатиков, возглавляемых Кристабеллой, которые убеждены, что только непоколебимая вера способна спасти их от ужасов и гибели. Члены общины пытаются помочь Роуз найти её дочь, но со временем героиня понимает, что именно Кристабелла виновна в участи, постигшей город много лет назад. Алесса Гиллеспи, дочь Далии, была школьным изгоем, и все сектанты были убеждены, что девочка — ведьма. Они попытались «очистить» её огнём. Во время ритуала девочка получила сильные ожоги, но выжила, а в городе возник подземный пожар. Алесса разделила себя на две половины: самую светлую в виде новорождённой девочки она отдала в приют округа Толука. Её темная половина продолжала терроризировать город, создав некое подобие альтернативной реальности.
Кристофер Дасилва приезжает в Сайлент Хилл, где пропали его жена и дочь. Вместе с инспектором Томасом Гуччи они исследуют город:133. Роуз и Сибил, находясь в Мидвичской школе, спасаются от Красной Пирамиды и прочих существ. В это время поисковая группа, обследовав школу, ничего не находит. Кристофер вламывается в закрытый архив, где хранятся полицейские протоколы из Сайлент Хилла, и узнаёт, что его приёмная дочь невероятно похожа на Алессу Гиллеспи, которую Томас когда-то спас от смерти на раскалённых углях общины. В приюте, куда подкинули много лет назад Шэрон, ему отказываются рассказать об обстоятельствах появления девочки. Томас вынуждает его вернуться домой и обещает, что для спасения его родных будет предпринято всё возможное.
Кристабелла случайно видит медальон Роуз с портретом Шэрон и узнаёт в ней Алессу. Она начинает преследовать Роуз и Беннет. Беннет попадает в руки фанатиков, которые сжигают её заживо. В это время Роуз пробивается через старый госпиталь, заселённый монстрами-медсёстрами:135, где находит тёмную половину Алессы. Последняя рассказывает Роуз причины происходящего в Сайлент Хилле и предлагает сделку: главная героиня помогает ей проникнуть в собор, где запираются на время тьмы сектанты, а она взамен помогает спасти Шэрон.
Тем временем Кристабелла готовит огненное аутодафе и для Шэрон, которую она обнаружила прячущейся у Далии. Роуз приходит в собор перед сожжением дочери. Протагонистка, пробиваясь сквозь толпу фанатиков, пытается донести до Кристабеллы, что её Апокалипсис — выдумка, что мир продолжает существовать, и только она виновата в проклятии, постигшем Сайлент Хилл. Кристабелла наносит удар Роуз ножом. В этот момент тьма выходит из её раны, и тем самым зло пробирается в собор. Появляется Алесса и Тёмная Алесса. Алесса, прикованная к кровати, убивает всех выживших горожан с помощью колючей проволоки, но не трогает свою мать Далию, Роуз и Шэрон. Перед Шэрон возникает Тёмная Алесса и улыбается.
Далия остается в церкви, а Роуз и Шэрон уезжают. Расщелина на въезде в город исчезает, но за ними следует городской туман. Роуз звонит Кристоферу и говорит, что возвращается домой. Однако Кристофер слышит лишь помехи. Вернувшись в дом, они обнаруживают, что он пуст. Кристофер, также проснувшись в доме, видит открытую дверь, но, выйдя на террасу, никого не обнаруживает.

## В ролях
| Актёр             | Роль                                                      |
| ----------------- | --------------------------------------------------------- |
| Рада Митчелл      | Роуз Дасилва                                              |
| Джодель Ферланд   | Шэрон Дасилва / Тёмная Алесса / Алесса Гиллеспи в детстве |
| Лори Холден       | Сибил Беннет                                              |
| Шон Бин           | Кристофер Дасилва                                         |
| Дебора Кара Ангер | Далия Гиллеспи                                            |
| Элис Криге        | Кристабелла                                               |
| Ким Коутс         | Томас Гуччи                                               |

| Актёр              | Роль                                      |
| ------------------ | ----------------------------------------- |
| Таня Аллен         | Анна                                      |
| Ив Крофорд         | Сестра Маргарет                           |
| Роберто Кампанелла | Пирамидоголовый / Мученик / Уборщик Колин |
| Лорри Айерс        | взрослая Алесса                           |
| Ивонна Энджи       | Пепельный ребёнок                         |
| Мишель Кота        | Безрукий                                  |
| Рон Габриэль       | Старый механик                            |
| Никки Гуаданьи     | огорчённая женщина                        |

## Пре-продакшн

### Зарождение

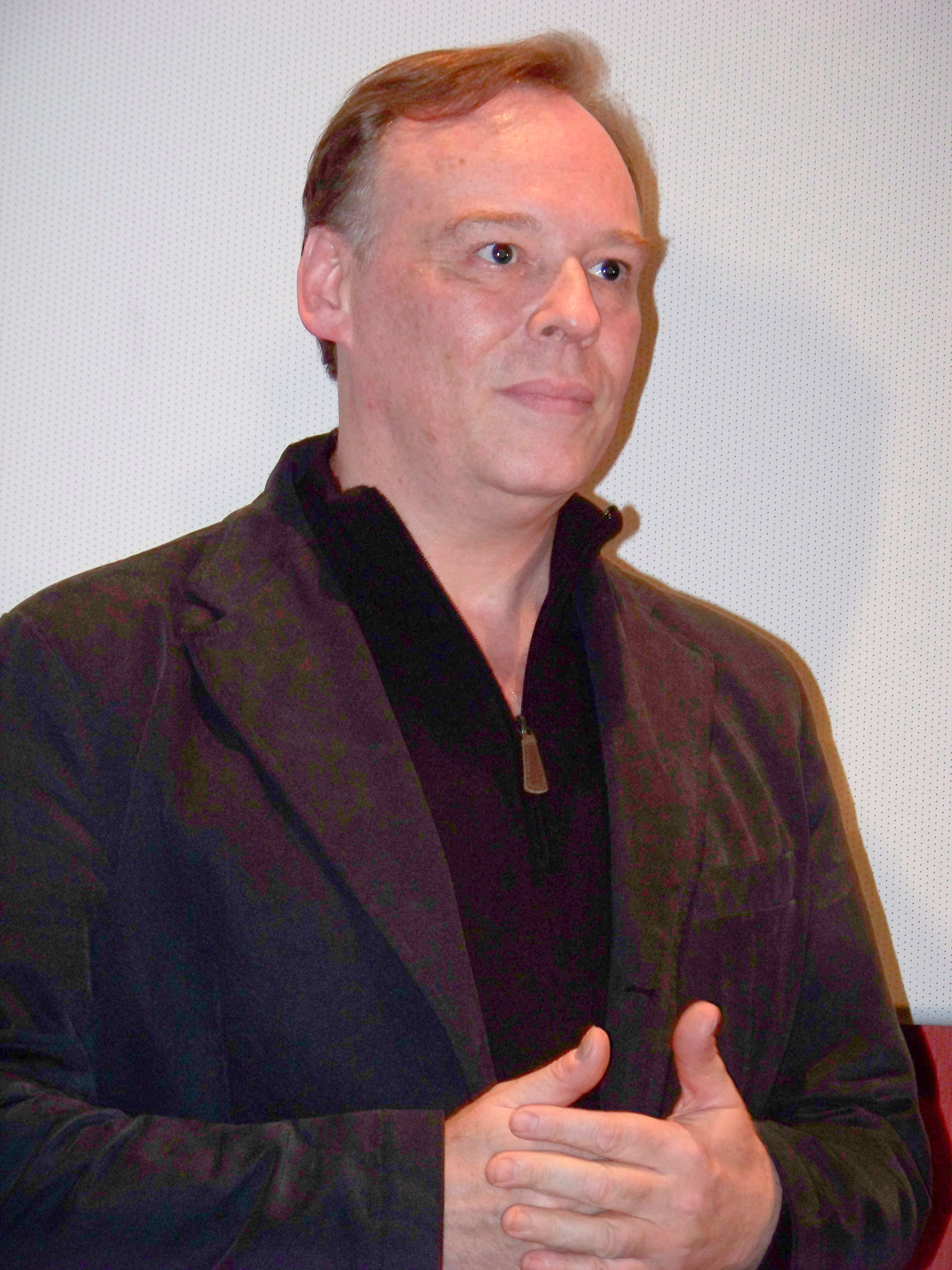
Кристоф Ган считал, что создал новый тип фильма ужасов

Впервые идею об экранизации Silent Hill режиссёр Кристоф Ган озвучил продюсеру Самуэлю Хадиде во время съёмок кинокартины «Братство волка». Хадида, зная богатую визуальную эстетику игры, считал, что жуткая манера повествования прекрасно сочетается с энциклопедическими познаниями Гана в области кинематографа. Ещё за 5—6 лет до выпуска фильма Ган познакомился с игровой серией и первоначально хотел адаптировать вторую игру, так как она была наиболее эмоциональной из всех четырёх и самой любимой у поклонников. Кристоф сравнивал её с мифом об Орфее, спустившемся в подземное царство за Эвридикой. Однако он говорил, что Silent Hill 2 не был настоящим Сайлент Хиллом: в нём не было мифологии, а город играл лишь роль фона для разворачивающейся истории. В итоге он понял, что нельзя снимать экранизацию второй игры, не говоря ни слова о происхождении города.
По словам Гана, первая игра увлекла его своим неординарным сюжетом, настолько захватывающим и сложным, что он был достоин стать основой для настоящего кино. Многие из его окружения удивлялись мнению, что банальная видеоигра может кого-то напугать. На это режиссёр отвечал, что Silent Hill была самой страшной игрой, которая ему встречалась. Он называл её экспериментом с уникальным и независимым миром, который и прекрасен, и ужасен одновременно. Ещё до релиза Silent Hill 2 Ган посылал «тонну писем» правообладателям, но ответа не получал. Своё видение фильма он изложил в тридцатисемиминутном ролике с японскими субтитрами, который был продемонстрирован на заседании совета директоров Konami. Представители компании поняли, что Кристоф единственный среди крупных студий, боровшихся за право на экранизацию, понял суть игры, и спустя 2 месяца режиссёр получил права на съёмки, которых он добивался в общей сложности пять лет. Издатели настаивали, чтобы в проекте был сохранён оригинальный сюжет и многоуровневость.
Ранее режиссёру не приходилось экранизировать игру. Он признавался, что этот процесс совершенно ни на что не похож. При переносе игрового контекста в фильм приходилось добавлять множество деталей, которые можно пережить в реальности. По его словам, в проектах такого типа важна не история, которая проходит фоном, а эффекты, которые оживляют сюжет, делают его более правдоподобным. Хадида говорил, что «Сайлент Хилл — это нечто за пределами кинематографа». Он считал, что игра была так популярна потому, что каждый, играя в неё, ощущал что-то уникальное, в то время как фильм только усиливает это ощущение. Создатели сообщали, что кинолента является данью уважения жанру ужасов. Ган считал, что его фильм находится на полпути между научной фантастикой, книгами Клайва Баркера и хардкорным ужастиком.

### Сценарий

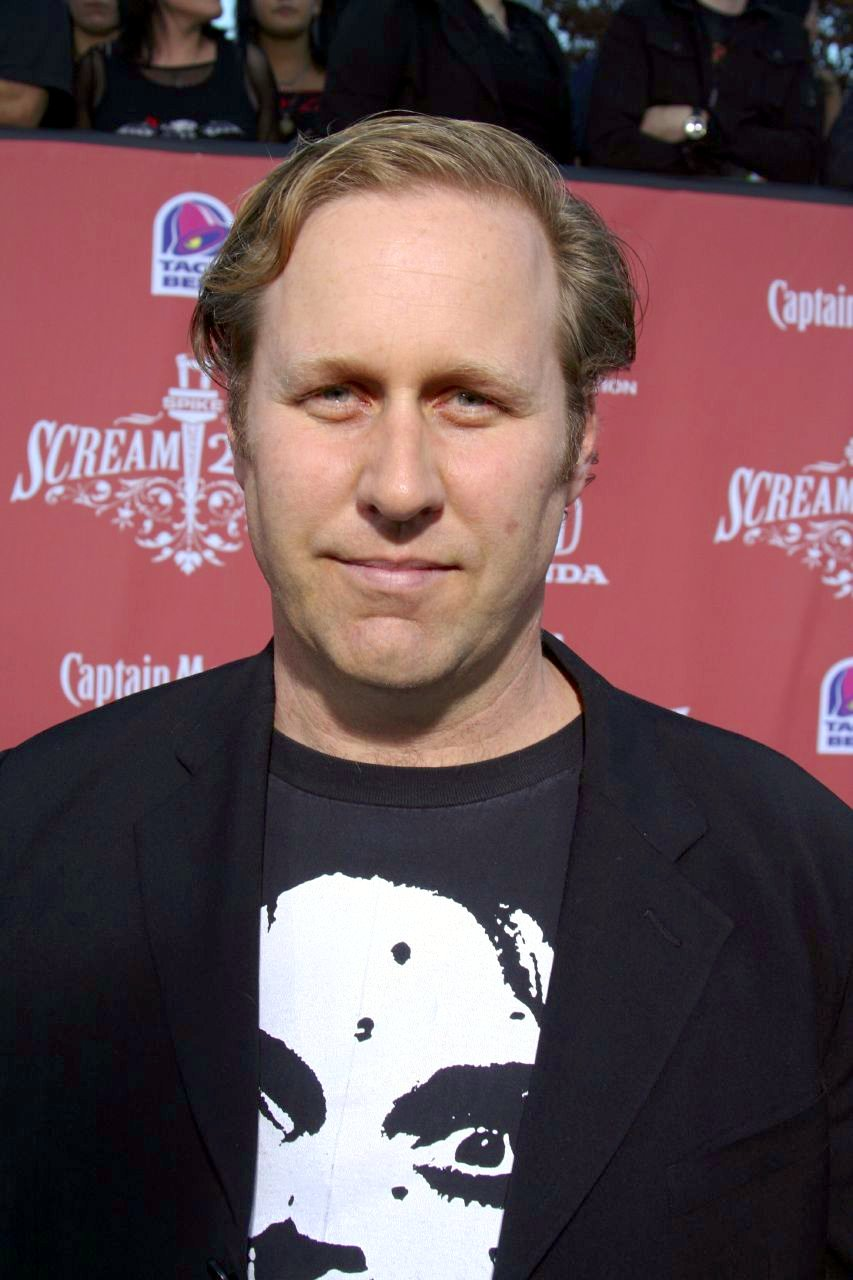
Роджер Эвери писал сценарий буквально за игрой

Когда было принято решение экранизировать Silent Hill, Кристоф и Самуэль созвонились со сценаристом Роджером Эвери. Они изложили свои планы и предложили написать сценарий. «Это не так-то просто, — говорил Эвери, — когда собираешься что-то экранизировать, тем более игру, нужно быть готовым разобрать всё по частям, а потом собрать по-новому. Единственное, что остается от исходного материала — основная идея, концепция, которой подчинены все твои действия». Было принято решение совместить внутриигровых монстров с существами, придуманными съёмочной командой. Кристоф старался придерживаться как можно ближе к первоисточнику, Эвери же видел своей основной задачей передать дух игры; он сохранил некоторые сюжетные линии, а остальные элементы постарался соединить в новые композиции. Таким образом режиссёр был более верен авторскому замыслу, а сценарист предпочитал широко интерпретировать изначальный материал.
Так как Ган уже сформировал концепцию будущего сюжета киноленты, он прислал сценаристу несколько дисков с «атмосферным» видео, чтобы направить деятельность Эвери в нужное русло, а также наработки, составленные им самим и Николя Букриефом (фр. Nicolas Boukhrief). Они были написаны на французском языке, от сценариста же требовалось перевести их на английский, написать диалоги и поменять несколько концептуальных моментов. Роджер не ограничился знакомством с представленной фильмотекой и лично прошёл все части игровой серии. Все изменения, вносимые Эвери, переводились на родной язык Кристофа. Черновой вариант работы был готов к октябрю 2004 года. Однако в силу полного отсутствия мужских персонажей сценарий был отклонён продюсерами, фрагментарно переписан и только после этого утверждён. Эвери вспоминал, что как только они получили эту «глупую записку от студии», Ган впал в ярость. Впрочем, позже они поняли, что и эту сюжетную линию можно сделать интересной и подчеркнуть особенности восприятия реальности. В итоге сюжет представлял собой комбинацию первой игры с отдельными элементами второй и третьей. Ган уточнял: «Мы не пытались загнать все три игры в двухчасовую постановку, это именно адаптация первой Silent Hill. Однако в сиквелах столько любопытных деталей, что устоять было невозможно».
Роджер Эвери регулярно получал письма от фанатов, которых он называл «помешанными». Сценарист сохранил некоторые сообщения, авторы которых утверждали, что только они могут написать сценарий, а если Роджер не справится со своей задачей, то его найдут и убьют. Эвери считал, что эти угрозы были вполне реальны. Поклонники посылали ему на почтовый ящик собственные варианты сценариев, однако Роджер, считая, что «всё это попахивает бредом», удалял их не читая.
В качестве прототипа Сайлент Хилла Эвери использовал американский населенный пункт Централия, расположенный в штате Пенсильвания. Историю города сценаристу поведал его отец, работавший горным инженером, когда он был ещё ребёнком. Централия был основан на угольном месторождении и вследствие возникшего подземного пожара и выделения токсичных газов, был заброшен. Картина приобрела своё рабочее название в честь города — Centralia.
Самюэль Хадида пытался подойти к написанию сценария с теми чувствами, которые возникали при прохождении Silent Hill. Сценарию также требовалось создание логической склейки между различными уровнями, для того чтобы человек, не знакомый с игрой, мог без труда понять, что происходит на экране. Создатели ориентировались на впечатления поклонников, которые подсказали, что произвело на них большее впечатление, что держало в напряжении, какие персонажи показались наиболее эффектными. В основе сюжета — поиски дочери, которые ведёт главная героиня. Роджеру нравились длинные диалоги, Кристоф же предпочитал сокращать их по мере возможного. В итоге они всё же достигали баланса. На каждые 30 страниц действия приходилось 30 страниц, в которых Роуз изучает мир Сайлент Хилла. Ожесточённые споры возникли относительно концовки. Для финала Эвери хотел использовать тему прощения, Кристоф же желал увидеть более тёмное окончание, ключевым посылом которого была бы месть. В итоге Эвери сдался — его убедили аргументы режиссёра; он назвал их логичными.
Рада Митчелл, впервые взяв сценарий, прочла всего 10 страниц текста. Она была одна в квартире и ей, по собственному признанию, стало не по себе от страха. До конца актриса его дочитала только неделю спустя при свете солнца. «Наверно, именно яркий солнечный свет заставил взглянуть на него по другому и согласиться на съёмки», — говорила исполнительница главной роли. Шону Бину сюжет также показался страшным. В противовес этим впечатлениям Лори Холден сценарий понравился — он показался ей зрелищным, непростым, многоуровневым и потому интересным для работы. Дебора Кара Ангер сравнивала его с «Приключениями Алисы в стране чудес».

### Концепция

Героини фильма Роуз ДаСилва (слева) и Сибил Беннет (справа). Сцена в школе Мидвич, нападение Красной Пирамиды, измерение — Тьма

Неотъемлемой частью вселенной Silent Hill является реальность и ирреальность города. Сайлент Хилл существует одновременно в четырёх различных вариациях: это город 1970-х, Сайлент Хилл в настоящее время, Сайлент Хилл в тумане и Сайлент Хилл во мраке. Два из вышеуказанных измерений основаны на временных изменениях — один из них представляет город тридцатилетней давности и используется только во флешбэках, другой отображает текущее состояние города, в который Кристофер отправляется на поиски своей жены. Два оставшихся измерения — это туманный день, в котором Роуз ищет свою дочь, символизирующий чистилище, и мрак, состоящий из обволакивающей тьмы, являющийся воплощением ада. Ган сообщал, что в своей работе он пытался открыть новые измерения пространства и времени в метафизическом и мистическом аспектах. «Мы не пытаемся объяснить всё, так как я предпочитаю, чтобы люди сами находили смысл в этой истории. Гораздо приятнее наслаждаться недосказанностью. Это как бы игривое приглашение быть умным» — объяснял режиссёр.
Исполнительный продюсер Эндрю Мейсон говорил, что фильм — это история о том, что происходит между жизнью и смертью. Она рассказывает о людях, отрицающих собственную участь и потому попавших в ловушку альтернативных измерений. Картина повествует об ужасе одиночества, боязни темноты, страхе ответственности и страхе перед собственной судьбой. Игра создавала ощущение постоянной угрозы, фильм же пытается воспроизвести это чувство с оглядкой на более широкую аудиторию.
Лейтмотивом кинокартины являются материнство, вера и гонения, представленные на символическом уровне. Материнство в фильме являет собой форму непорочного зачатия. Помимо Роуз, ключевыми персонажами в тематике киноленты выступает бездетная Сибил, потерявшая ребёнка Далия и Кристабелла, считающая, что отказ от материнства является благом для общества. К тому моменту, когда «Сайлент Хилл» подходит к своей развязке, происходящей в святилище секты, картина Гана превращается в назидательную историю, предостерегающую от религиозного фанатизма. Режиссёр отмечал, что монотеистические религии постоянно атаковали идею женственности, однако фильм, вместе с тем, не является морализаторским.

### Влияние
На облик игр серии во многом повлияла картина Эдриана Лайна «Лестница Иакова». Ган считал, что съёмочной команде удалось создать уникальное произведение, не опирающееся на стилистику этого фильма. Сцены метро и госпиталя формировали внешний вид игр Silent Hill, но экранизация не является подражанием «Лестнице», поскольку «Сайлент Хилл» давно развился в совершенно отдельное явление, существующее само по себе. На фильм оказали влияние работы Серджо Леоне и Дэвида Лина: облик города семидесятых создавался под вдохновением от кинолент «Лоуренс Аравийский» и «Хороший, плохой, злой», а в целом «Сайлент Хилл» снимался под воздействием таких работ как «Ночной народ» и «Матрица»:133. Кристоф Ган оставлял в фильме отсылки к творчеству Сальвадора Дали, Ханса Беллмера, Фрэнсиса Бэкона, Жана Кокто, Джакометти, Клайва Баркера, Лавкрафта, Дэвида Кронеберга и Майка Манна.
Согласно первоначальной задумке режиссёра, в развязке фильма должно было присутствовать шесть Красных Пирамид, уничтожающих сектантов различным оружием, что должно было являть собой аллюзию на события «Божественной комедии» Данте Алигьери. Но из-за бюджетных ограничений финальная сцена была изменена. В ней Алесса убивает сектантов колючей проволокой — данный эпизод был вдохновлён аниме «Уроцукидодзи. Легенда о сверхдемоне». В одной из сцен Роуз пытается запомнить, как попасть в палату госпиталя, и, изучая карту, произносит: «…вниз, вниз, налево, направо, налево, направо…». Валерий Корнеев посчитал этот эпизод отсылкой к коду Konami, охарактеризовав как едва заметный реверанс в сторону взрослой играющей публики. Мелодия звонка, стоящая на телефоне у Роуз, совпадает с мелодией, звучащей у Солида Снейка каждый раз, когда ему проходило закодированное сообщение. Режиссёр проводил параллели сценария Эвери с эпизодами «Сумеречной зоны». На основе фильма была написана одноимённая литературная адаптация на японском языке за авторством Пауля Эджвуда (англ. Paula Edgewood) и Осаму Макино (англ. Osamu Makino).

### Персонажи и кастинг
Режиссёр отмечал, что в игре каждый из действующих лиц был чрезвычайно эмоционален и пластичен, но вместе с тем герои оригинала были названы плоскими и схематичными. После того, как их перенесли на бумагу, Ган понял, что итоговый результат оказался неудачным. Актёры являли собой более объёмные и сложные образы, потому многие персонажи подверглись переработке. Создатели фильма хотели, чтобы все герои картины казались серыми и неясными, как бы находясь в разных измерениях одновременно. При подборе актёров Кристоф обращал внимание на тех людей, которые работали в независимом кино, поскольку они приносили собой «свежую волну».
Протагонистом оригинальной видеоигры был мужчина Гарри Мэйсон. Режиссёр киноленты пошёл на существенное отступление от первоисточника и заменил главного героя на женщину Роуз Дасилву. Кристоф и сценаристы внезапно поняли, что они работают «с совершенно женским миром». Ган объяснял, что если всмотреться в игру и не брать в учёт внешность, то можно увидеть, что действующие лица ведут себя скорее как женщины, чем как парни. Они тревожатся за ребёнка, они очень чувствительны и часто плачут — все это стереотипно для женских персонажей. «И я могу кое-что сказать: весь фильм о материнстве». Он считал, что в любой зловещей истории должна присутствовать «спасительная красота». Данное изменение, несмотря на то, что Ган сам является фанатом медиа-франшизы, его ничуть не смущало: «Потому что игра — это игра, а фильм — это фильм».
Создатели потратили много времени и усилий, чтобы найти актрису на роль Роуз, утончённую и уязвимую, у которой была нужная доля чувствительности в характере. Им была нужна актриса с ранимым образом, полная решимости. Зритель должен был переживать за Роуз и в то же время восхищаться её умением выйти с честью из различных сложных ситуаций. На роль пробовались Милла Йовович и Мег Райан, но в итоге выбор пал на австралийку Раду Митчелл, до этого известную участием в таких мелодрамах как «Мелинда и Мелинда» Вуди Аллена, «Гнев» Тони Скотта, и «Волшебная страна» Марка Форестера. Сама Митчелл заинтересовалась проектом, в основном, из-за личности Гана — на неё произвёл большое впечатление его предыдущий фильм «Братство волка». Исполнительный продюсер фильма Эндрю Мейсон отмечал, что в Митчелл была свежесть, энергия и радость жизни, необходимые для главной героини, которая поведет зрителя сквозь ужасный мир. Ган характеризовал Раду как изысканную и элегантную актрису в стиле шестидесятых годов, напоминающую Грейс Келли и Миа Фэрроу. Рада говорила, что на протяжении киноленты ей пришлось много бегать по площадке и кричать «Шэрон» 50 различными способами. Во время съёмочного процесса её отношение к персонажу менялось. Она заявляла, что в концепции фильма Кристофа есть нечто феминистское, поскольку все женские персонажи пребывают в каком-то фэнтезийном мире, в то время как мужчины — только в реальности. Для главной героини было создано примерно сто костюмов, каждый из которых был чуть темнее предыдущего. Вначале Роуз одета в очень светлое платье, а в финале — в кроваво-красное, что символизирует её эволюцию.
| |  |  |  |  |  |  |  |
| Актёрский состав «Сайлент Хилла»: Шон Бин, Лори Холден, Рада Митчелл, Джодель Ферланд, Ким Коутс, Роберто Кампанелла, Дебора Кара Ангер, Элис Криге |  |  |  |  |  |  |  |

Десятилетняя Джодель Ферланд сыграла сразу три роли — её героиня существовала во вселенной Сайлент Хилла в нескольких инкарнациях: Шэрон — воплощение «всего доброго», что было в сожженной сектантами Алессе, страдающая Алесса и демоническая Тёмная Алесса. Создатели фильма предполагали взять на эти роли трех разных девочек, но, тем не менее, была найдена юная актриса, способная исполнить эти роли одновременно. Ган обратил внимание на игру Ферланд в мини-сериале «Королевский госпиталь» и фильме Терри Гиллиама «Страна приливов». После сделанного Джодель на кинопробах заявления «Я всегда хотела сыграть дьявола» и просмотра режиссёром 15-часового видеоматериала с участием актрисы она была утверждена на роль. Ферланд сообщала, что уже несколько раз играла девочек, сходных с персонажами из фильма: «Обычно мне достаются жутковатые роли, вроде Тёмной Алессы». Для Джодель это была уже 26 актёрская работа. Ган характеризовал её игру как воплощение нежности и шарма.
Роль Шона Бина, играющего мужа Роуз, Кима Коутса, играющего сотрудника полиции, и вся соответствующая сюжетная линия отсутствовали в начальной версии сценария. Их ввели после ознакомления продюсеров с начальным вариантом сценария и присланной режиссёру записки о необходимости ввести в фильм персонажей-мужчин. Шон Бин был единственным из всех актёров, занятых в главных ролях, который даже не пытался играть в экранизируемую игру — он лишь видел коробку с ней. Фамилия Гуччи упоминается в игре — в ней он расследовал дело о распространении в городе наркотиков «Белая Клаудия» и неожиданно скончался от сердечного приступа. Бин характеризовал своего персонажа как человека, который постоянно находится между отчаянием и решимостью довести дело до конца. Кристофер пытается добраться до сути, вне зависимости от того, чего это ему будет стоить. Он — успешный бизнесмен и любящий муж, который чувствует присутствие зла. В его отношениях с Роуз есть некая ностальгия. Актёра на роль Кристофера подобрали самым последним. Персонажа назвали в честь режиссёра. Прототипом героя был протагонист оригинального Silent Hill Гарри Мейсон. Коутс считал «Сайлент Хилл» самым странным фильмом, в котором он когда либо снимался.

Дебора Кара Ангер сравнивала свою героиню с Кассандрой

Персонаж Лори Холден — отважная, смелая и бесстрашная полицейская Сибил Беннет. На её роль искали актрису, к которой бы зритель испытывал сочувствие, когда та жертвует собственной жизнью ради спасения Роуз и Шэрон. В игре Сибил также погибает насильственной смертью — полицейскую, зараженную паразитом, убивает Гарри Мэйсон. Холден пыталась по просьбе режиссёра играть в Silent Hill, однако не прошла игру дальше первой встречи главного героя с Сибил в кафе. По словам Холден, в ней есть что-то от волка-одиночки. Умершая в 13 лет верующая мать оставила шрам в душе Сибил, поэтому персонаж не приемлет религии и остаётся одиноким. После этого Беннет находит своё призвание — служить и защищать. Она хочет быть по отношению к детям, которых спасает, кем-то вроде матери. Лори говорила, что на тот момент это была лучшая из сыгранных ею ролей. Она отмечала, что у персонажа доброе сердце: «это прекрасная и отзывчивая женщина, которую, однако, никто не понимает». Для большего сходства с персонажем длинные волосы Холден были острижены. На выбор этой актрисы во многом повлияла её предшествующая работа в фильме «Мажестик».
Образ Далии Гиллеспи, которую играет Дебора Ангер, был заимствован из оригинального Silent Hill, но подвергся значительной переработке. Если в игре Далия представала как таинственная фанатичка оккультизма, пытавшаяся призвать Бога путём сожжения своей дочери, то в фильме её качества переданы другому персонажу — Кристабелле. Дебора Ангер, по её словам, получила огромное удовольствие от исполнения этой экстраординарной роли, полагая, что образ Далии весьма близок к глубинной сути игры. Она не прошла видеоигру дальше начала, но руководствовалась вычитанными на веб-сайтах материалами, в том числе разборами образов персонажей. Ангер называла свою героиню безумным, немного загадочным пророком, обретшим мудрость через страдание, и сравнивала её с Кассандрой и Джоном Проктером из фильма «Суровое испытание». Ангер сразу согласилась на роль, которую специально писали для неё, даже не прочитав сценарий. Позже она называла свою работу необычайным психологическим путешествием. Мейсон заявлял, что героиня Деборы должна была доходить до крайности и выглядеть немного странной. Митчелл считала, что Ангер многое добавила к своему персонажу, потому она кажется реалистичной.
Сыгранная Элис Криге Кристабелла — сектантка и основной антагонист фильма. Имя персонажа позаимствовано из комикса Silent Hill: Dying Inside, где его носила девочка, убитая фанатиками. Образ Кристабеллы впитал в себя некоторые черты Далии Гиллеспи и Клаудии из Silent Hill 3. В противовес Роуз, в антагонистке сочетается элегантность и насилие. Первоначально Элис Криге сценарий не понравился. Актриса вопрошала: «Что это? Фантастика, смешанная с триллером?». Криге не знала, что он основан на компьютерной игре. Однако позже она была очарована языком Кристабеллы, который нельзя произнести, не прочувствовав его. С целью подготовки к роли Криге проштудировала книгу «Конец света», повествующую о становлении испанской инквизиции. Митчелл отмечала, что актриса была очень непохожа на свою героиню: «Эллис очень весёлая, милая, и необыкновенно щедрая. Она полна детского энтузиазма и фантазии». Продюсеры говорили, что Криге смогла вдохнуть жизнь в игрушечный персонаж, который очень легко может оступиться и превратиться в карикатуру. Режиссёр утвердил Элис в фильме благодаря её ролям в кинолентах «Институт Беньямента», «Сумерки ледяных нимф» и «Звёздный путь: Первый контакт».

## Производство

### Производственный процесс

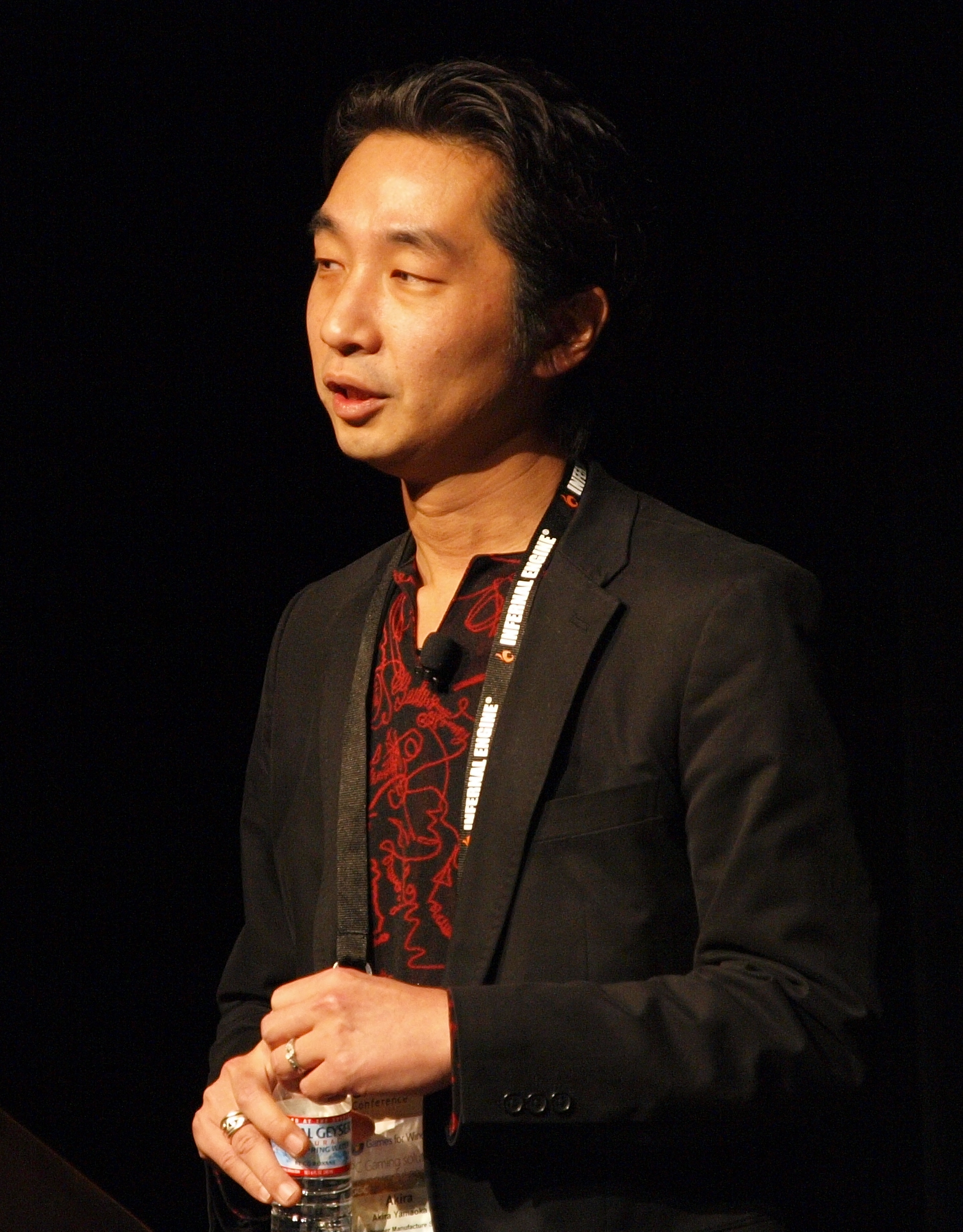
Акира Ямаока принимал непосредственное участие в производстве кинокартины

Съёмки фильма начались 27 апреля 2005 года и закончились спустя 3 месяца — 22 июля. Они проходили в Канаде: в Брантфорде, Гамильтоне, Брамптоне, Барфорде провинции Онтарио, Виннипеге провинции Манитоба, Сэнт-Джордже провинции Нью-Брансуик, а также частично в павильонах Торонто и колледже Альма. Разработчики классической игровой серии Team Silent отслеживали весь процесс производства кинокартины и тесно сотрудничали со съёмочной группой, утверждая или отвергая решения режиссёра, сценариста и художника. В итоге облик города был воссоздан с вниманием к мельчайшим деталям, вплоть до ошибок в английских названиях магазинов. Съёмки велись с операторского крана. Сама технология была усовершенствована с той целью, чтобы по возможности точно имитировать работу виртуальной камеры из игры.
Раде Митчелл для ощущения реализма приходилось обращаться к собственному подсознанию, внушая себе беспокойство и боль, чтобы в последующем воплощать эти эмоции во время съёмок. Она признавалась, что столкновения с неведомым были несколько сюрреалистичны. Для того, чтобы изображать страх, она просила художника-постановщика увеличить через микрофон громкость звука, издаваемого приближающимся монстром. Это помогало сделать актёрскую игру более интерактивной, вместо банальной реакции на реплики. Погодные условия, варьировавшиеся от мороза до жары, не имели негативного влияния на актёрское исполнение.
Доставив ленту на монтаж в студию, Ган ожидал получить как минимум 10 страниц заметок о необходимом редактировании фильма. Однако вопреки его ожиданиям единственным комментарием был австралийский акцент Рады Митчелл и ирландский Шона Бина, которые были чересчур заметны в трёх сценах фильма. По его словам, продюсеры были в шоке — они никогда не видели ничего подобного. Следующим этапом было прохождение цензуры. Самуэль Хадида переживал за несколько сцен, в особенности за эпизод смерти Сибил, а также за убийство Кристабеллы колючей проволокой и освежевание Анны. Режиссёр говорил: «Я хотел создать эффект незабываемой сцены, которая показывает, как человек зажаривается живьём на костре. Хотелось бы избежать использования манекена <вместо актрисы>». В итоге комитет предоставил документы с пометкой «Приемлемо». Аргументировалось это решение тремя причинами: вся история происходит в вымышленном мире; сюжет повествует о женщине, которая пытается спасти свою дочь; в киноленте практически не используется огнестрельное оружие. Впоследствии фильм был запрещён для просмотра детям до 15 лет в Англии и детям до 12 во Франции. Все работы над фильмом были завершены за 10 дней до релиза ленты в кинотеатрах США. В «Сайлент Хилле» содержится 756 планов со спецэффектами. В общей сложности на них было потрачено 4 миллиона долларов. Они производились студиями BUF Compagnie, Mr. X Inc. и C.O.R.E. Digital Pictures.
Права на распространение фильма были куплены компанией TriStar Pictures за 14 миллионов долларов. 5 декабря 2005 года TriStar объявила конкурс на создание лучшего плаката, ориентированный на поклонников серии. Любой мог скачать с официального сайта WelcomeToSilentHill.com несколько фотографий, на основе которых предлагалось нарисовать конечное изображение. Все конкурсные работы были размещены 4 января 2006 года в сети Интернет, в ходе которого производилось голосование. 17 января специалисты компании из 50 работ отобрали 5. 20 января были объявлены финалисты, а спустя два дня был выбран итоговый вариант постера. Японский трейлер картины озвучивал Джо Ромерса.
Композиторами картины были Акира Ямаока и Джефф Данна. Музыка для фильма была позаимствована из первых четырёх игр серии. Единственным треком, который не относился к этим альбомам, была композиция «Кольцо огня» Джонни Кэша. Ямаока практически не изменял собственные мелодии, поскольку хотел придать экранизации сходство с игрой. Среди композиций присутствовали и вокальные треки. Саундтрек не был выпущен в качестве отдельного релиза.

### Технические аспекты
Картина в общей сложности длится 127 минут. Согласно информации ряда изданий, якобы существовала и режиссёрская версия фильма продолжительностью три с половиной часа, которая была сокращена по настоянию продюсеров более чем на 90 минут, так как прокатчики не желали связываться с фильмом ужасов подобных размеров. Ган также занимался созданием цензурной версии киноленты, которая длится менее 80 минут. Однако она, по словам режиссёра, никогда не будет показана общественности. Режиссёр не мог контролировать выпуск фильма за пределами домашнего региона. Так, DVD-версию собственной работы, выпущенной в Америке, он называл жалкой, отмечая катастрофическое качество сжатия. Для издания второй зоны он потратил 8 дней на калибровку и оптимизацию.
В интервью режиссёр заявлял, что единственной сценой, не вошедшей в конечный вариант фильма, был небольшой эпизод разговора Кристабеллы в церкви с двумя незнакомцами. Впрочем, обозреватели подметили наличие ещё одного «потерянного» фрагмента — нападение на Сибил Безрукого рядом с отелем, в ходе которого раненое существо должно было спрятаться под автомобилем. Однако хореограф Роберто Кампанелла не смог присутствовать на съёмках, так как его участие было запрошено другой съёмочной командой. Итоговый вариант отснятого материала не понравился режиссёру, и впоследствии эта сцена была переснята уже без монстра. Митчелл заявляла, что после окончания основных съёмок также была переснята и вступительная сцена фильма.
«Сайлент Хилл» был снят на плёнку формата Супер-35, за исключением «тёмных» сцен, которые записывались в высокой чёткости, поскольку подобные технологии способны отчётливо передавать световые эффекты, и картину впоследствии легче монтировать. На DVD и Blu-Ray картина была выпущена в широкоэкранном формате с анаморфным панорамированием и соотношением сторон 2.35:1, Pan & scan-формате со звуковой дорожкой Dolby Digital 5.1. Некоторые специализированные версии фильма отличались форматом 1.78, звуком Dolby Digital 2.0. В немецком издании фильм был закодирован кодеком VC-1, а звук был представлен в формате DTS-HD.

### Декорации
Кармоди заявлял, что разработка всех уровней Сайлент Хилла была настоящим вызовом для создателей фильма. Были построены массивные декорации, которые размещались в пяти студиях. Для картины было создано 108 интерьеров, на производство которых было потрачено 12 миллионов долларов. Дизайн каждой сцены фильма был раскадрован в форме манги, в которой использовались различные художественные приёмы: масштабирование, панорамирование, крупные планы и прочее. Художник-постановщик Кэрол Спайер (англ. Karol Spier) считала, что задача, стоящая перед командой, была не из лёгких: существовала необходимость не только подобрать декорации, но и подчеркнуть текстуру материала, передать ощущение времени. Съёмки в Брантфорде проходили на улице с брошенными домами и магазинами, которую готовили к реконструкции. Строения были перекрашены в серые тона, были добавлены некоторые детали и изменения, чтобы в результате сложилось впечатление, будто город покинули 30 лет назад. Специально установленные приборы погружали улицу в туман. На постройку фрагмента горы и участка асфальтированной дороги было потрачено 8 недель. С целью создания облика покинутого города, художница просматривала фотографии Чернобыльской АЭС, сделанные после аварии, и заброшенной психиатрической больницы, расположенной в северной части штата Нью-Йорк.

Кадр из документального фильма «Путь тьмы». Кэрол Спайер старалась передать убранство церкви в тёмных тонах

Реальное расположение классов в настоящей школе не очень сочеталось с задумкой декораторов для школы Мидвич. Изначальное помещение пришлось перестроить, а некоторые фрагменты снимать в других зданиях. Для этих сцен были подготовлены стены, соотносящиеся с тремя историческими фазами. Несмотря на то, что эти сцены снимались по порядку, команде пришлось приготовить сразу все покрытия. Для эпизодов из прошлого были выбраны обычные крашеные панели с насыщенными цветами и гладкой поверхностью. Для сцен современности крашеные стены пришлось состарить — была выделена фактура облупляющейся краски и затемнены цвета. Госпиталь Брукхэвен был представлен несколькими декорациями, среди которых использовался второй этаж здания, где располагалась школа, а также подвальная секция, в которой снимались сцены в лифте.
Чтобы создать помещение, где происходили встречи всего сообщества города, декораторы использовали старую фабрику. Его внешний вид был выдержан в стиле старинных фотографий: простой дизайн с прямыми линиями. После окончания съёмок сцен собрания пол был фрагментарно разобран. Команда разводила костры на площадке, имитируя последствия большого пожара. Кэрол отмечала: «…это была самая грязная сцена во всем фильме. И все, кто оказывался на площадке в одежде белого цвета к концу съёмок неизменно оказывался чёрным».
Декорация церкви была одной из самых первых, над которой декораторы начали работать. У команды в наличии имелось много наглядного материала с фотографиями внешних и внутренних убранств различных церквей. Дерево стало одним из основных материалов, который использовался для её постройки. В целом, расположение и детали в церкви Сайлент Хилла типичны для большинства храмов, за исключением отсутствия икон, вместо которых по центру помещения стену украшает огромное панно, с изображением костра, на котором горит ведьма, и некого подобия арены в центре, предназначенного для проведения собраний. На создание этой декорации ушло почти 8 недель. Панно создавал декоратор Джон Фрейзер, на которое он потратил почти 3 недели. «Ему приходилось работать по ночам. Днём мы создавали основные декорации, а вечером, когда мы заканчивали, начинал творить он. Утром, возвращаясь на площадку, мы находили какую-нибудь новую деталь. Основой для панно послужила фотография работников художественного отдела, одетых в костюмы», — говорила Спайер. Лестницы создавались на основе образа из старого немецкого фильма со сценами сжигания ведьм. К потолку были подвешены старые горняцкие робы — на это решение команду натолкнули фотографии настоящей шахты, где горняки хранили свою одежду таким же образом. Согласно изначальному замыслу, фасад строения должен был напоминать масонский замок. Лестница, ведущая к церкви, была построена в отдельном павильоне.

### Трюки
Консультант по трюкам Стив Лусеску (англ. Steve Lucescu) считал, что в «Сайлент Хилле», далёком от зрелищного кино, оказалось немало работы. Его задача состояла в тренировке актёров, обучении их правильным движениям и стрельбе. «Рада Митчел и Лори Холден показали себя очень примерными ученицами, готовыми в точности исполнять мои распоряжения, какими бы сложными они ни показались. Они старались сделать каждый эпизод своей игры как можно натуральнее. Девушки проделали потрясающую работу, ведь помимо каких-то физических усилий им приходилось ещё и играть» — говорил он. Холден также давал советы настоящий детектив.
На Сибил во время схватки с культистами не было никакой защиты, в то время как под робами горняков находились защитные металлические пластины. Поэтому каждый раз, нанося удар по ним, Холден получала ссадину или синяк. Сцену, в которой Рада и Лори оказываются запертыми в маленькой вентиляционной комнате, оператор снимали спереди, чтобы зрители видели лица актрис. Холден считала, что ей придётся применить воображение в этом эпизоде, однако нож, прорезающий дверь, был настоящим. Актрисе требовалось убирать голову в определенный момент, иначе существовала угроза быть задетой лезвием. Сцена в бойлерной показалась сложной Митчелл, поскольку ей приходилось быстро прогибаться назад каждый раз при появлении ножа. При тренировках сцена происходила с небольшой скоростью, но с каждым последующим повторением она повышалась, пока не достигла требуемой.

Так характеризовала Холден свою заключительную сцену: 
Она приходит в себя, когда костер начинает жечь её ступни и разъедать глаза. Как можно к такому подготовиться? Я находилась наверху 35 футовой лестницы. Было страшно, верёвки больно впивались в кожу, когда меня начали опускать над огнём. Искры долетали до меня. Я тогда подумала —  одно неосторожное движение — и я в костре. Так что мучение, страх и жара были вполне настоящими.

### Монстры
В фильме появляется несколько паранормальных существ: Красная Пирамида (англ. Red Pyramid), Пепельные дети (англ. Grey Children), Безрукий (англ. Armless), Мученик (англ. Janitor), Тараканы (англ. Cockroaches) и Тёмные медсёстры (англ. Dark Nurses). Их внешний вид и поведение является результатом согласованных усилий дизайнера Патрика Татопулоса (англ. Patrick Tatopoulos), протезиста и содизайнера Пауля Джонса (англ. Paul Jones), художницы по костюмам Венди Партридж (англ. Wendy Partridge), продюсера визуальных эффектов Холли Рэдклифф (англ. Holly Radcliffe), а также хореографа Роберто Кампанеллы (англ. Roberto Campanella).
Монстры должны внушать страх, вызывать беспокойство, быть слегка прекрасными и совершенно отталкивающими, немного трогательными и жутковатыми. Ган сразу определил, что необходимо создать существ, не оставляющих зрителя равнодушным — они должны привлекать внимание. Над существами работали две команды. Одна занималась изготовлением кукол монстров с различными эффектами, работа второй заключалась в создании макияжа. Особое внимание обращалось на текстуру. Чтобы оставить некую человечность, Патрик попытался в их образе передать страдания людей. Кампанелла координировал движения всех монстров фильма. Их роли исполняли профессиональные танцоры, поскольку только они могли точно передать изломанную пластику и воспроизвести жуткие, странные, дерганые движения.
Ган не хотел представлять монстров как типичных существ, выпрыгивающих из-за угла. Все они являются проявлением сознания Алессы и воплощают собой странное, наивное, откровенное чувство жестокости, которое может испытывать только ребёнок. По его мнению, они больше похожи на сломанных кукол, чем на страшных тварей. На самом деле реальные монстры — это люди. Режиссёр также приводил и несколько иных интерпретаций. Самая простая из них — существа являются жертвами мести Алессы и представляют собой гротескные фигуры обречённых людей. Также Ган выдвигал предположение, что все они — не более чем галлюцинация.

В фильме облик Тёмных медсестёр схож с Медсёстрами из Silent Hill 2, но своим поведением они больше напоминают Манекенов

Большая часть Пепельных детей и Тараканов создавалась на основе компьютерной графики. Одного из Детей исполняла низкорослая актриса Ивонна Энджи, чей костюм был сделан из спандекса с силиконовым напылением для создания эффекта прозрачной кожи. Акцент в дизайне костюма был сделан на перекошенную голову. Татопулос отмечал, что у Ребёнка человеческое, удлиненное и искривлённое лицо с открытым, будто воющим ртом. Дизайнер не стал разворачивать череп монстра целиком, сместив только кожу. Все элементы костюма приклеивались в течение двух с половиной часов в день. В костюме Ребёнка единственным отверстием для глаз было ухо. «Честно говоря, я никогда не видела её настоящего лица. Мы много говорили с ней, что-то обсуждали, но она всегда была в маске и так и остаётся для меня женщиной-загадкой» — говорила Митчелл.
Танцор Мишель Кота играл в фильме роль Безрукого. Уже на репетиции актёр попробовал заложить руки за спину и передвигаться на полусогнутых ногах. «Я поймал себя на мысли, что он и без костюма выглядит очень странно» — говорил Кампанелла. Его костюм состоял из 2 частей: обтягивающие силиконовые штаны, которым придали цвет мертвецкой кожи и пластиковой куртки без рукавов. Поверх натягивался силиконовый колпак, который заключал актёра в своеобразные тиски. Воздух поступал в маску, трубка от которой была выведена из-под костюма. Патрик сконструировал одеяние таким образом, что на уровне груди в нём было небольшое отверстие, которое обеспечивало вентиляцию, а при необходимости в него помещался резервуар с подкрашенной чёрным пигментом водой. Когда один из помощников нажимал на кнопку, Безрукий выстреливал этой жидкостью в жертву. У костюма не было отверстий для глаз, поэтому во время съёмок актёр ничего не видел. На площадке монстр получил множество прозвищ, одним из которых был «Член», поскольку внешне он напоминал большой порвавшийся презерватив. Также персонажа называли Демоническим Пациентом (англ. Demon Patient).
Медсёстры были одеты в униформу пепельного цвета, напоминающего кожу. Они выглядели как марионетки, застывшие во времени, и возвращались к жизни, едва появлялся свет. Идею костюма для медсестёр, лишённых лиц, съемочная группа позаимствовали из игры. Сначала были созданы силиконовые маски, а потом с помощью красок им придали различные жуткие выражения. Так как халаты должны были плотно обтягивать тела актрис, дизайнер сшил их по размерам каждой из 20 девушек.
Роберто Кампанелла исполнял в фильме две роли — Мученика и Красной Пирамиды. Первый из них выглядел как сложенный вдвое человеческий труп, чьи ноги прикручены к шее колючей проволокой. Он был придуман создателями фильма и не имел какого-либо прототипа в игре. Было создано две заготовки для этого образа. Первая, гипсовая скульптура — точная копия Роберто. Она использовалась в сцене, в которой Роуз доставала брелок из его рта. В качестве второй выступал сам Роберто, в соответствующем гриме, с парой искусственных ног, пристегнутых к поясу и притянутых искусственной колючей проволокой. Его костюм состоял из лохмотьев, покрывающих часть тела и зелёных оптических штанов, которые впоследствии были заретушированы. Облик Красной Пирамиды разрабатывал Патрик Татопулос, который старался добавить его пропорциям элегантности. Некоторые детали «гардероба» монстра создавались в Торонто, в том числе кожаная юбка и 15-дюймовые сапоги на высокой платформе, один из которых был чуть ниже другого для создания прерывистой походки.

## Выход

### Прокат и комплектация
В кинотеатрах фильм в общей сложности демонстрировался 59 дней. В США, Канаде, Ирландии и Великобритании он вышел 21 апреля 2006 года, в остальных странах — с отставанием от нескольких дней до нескольких месяцев. Указанная дата выхода была выбрана неслучайно: число 21 имеет особое значение в игре Silent Hill 4: The Room, в которой антагонист Уолтер Салливан стремится убить именно такое количество жертв. Число «4», обозначающее месяц апрель, в Японии символизирует смерть. Последний показ в этих странах состоялся 18 июня того же года. За первый уик-энд картина привлекла примерно такое же количество зрителей, как и в своё время «Обитель зла»: в США фильм демонстрировался на 2 926 экранах, в Великобритании на 308, а в Нидерландах на 35. К 13 августу фильм был показан на 721 экране в 13 различных рынках мира.
На DVD в широкоформатном и полноформатном издании, а также на Blu-ray и UMD фильм поступил в продажу 22 августа 2008 года. На Blu-ray кинолента была переиздана совместно с фильмами «Проклятие» 5 октября 2010 года и «Ультрафиолет» 1 июня 2010, а на UMD — с «Обителью зла» и «Хитмэном». В формате HD DVD «Сайлент Хилл» был выпущен 6 сентября 2007 года только в Германии. В зависимости от страны и версии комплектация фильма разнится: один DVD диск без бонусов (Einzel-DVD), 2 DVD диска с набором документальных фильмов и трейлеров (Special Edition, Limited Edition, Steelbook Edition и другие), 3 DVD (Premium Edition), DVD9 (Play.com Exclusive Edition). В российское подарочное издание также входил фильм «Путь тьмы — как создавался мир Сайлент Хилла» (англ. Path of Darkness: Making 'Silent Hill'), состоящий из 6 частей: Истоки (англ. Origins), Подбор актёров (англ. Casting), Среда обитания (англ. Set-design), Звёзды и трюки (англ. Srars and stunts), Существа иного мира (англ. Creatures unrealsed), Хореография монстров (англ. Creatures choreography). Он создался силами команды Sony-Tri-Star ещё до окончания пост-продакшена, поэтому в нём нет спецэффектов. На русский язык кино было дублировано студией «Пифагор», дистрибьютором выступила компания WEST.
Во французское Blu-ray издание, вышедшее 13 октября 2009 года вошли аудиокомментарии Гана, Мейсона и редактора Себастьяна Пранжера, ряд интервью, а также 90-минутный документальный фильм «Сайлент Хилл: Меж двух миров» (фр. Silent Hill : entre deux mondes). 28 марта 2013 года в интернет-магазине Amazon.fr появился сборник, включающий первую и вторую экранизации серии, в форматах DVD, DVD/Blu-ray и Blu-ray 3D/DVD. Киноленты распространялись в комплекте со статуэткой Пирамидоголового, выпущенной полуторатысячной партией и 36-страничным буклетом.

### Сборы
При бюджете в 50 миллионов долларов и 25 миллионах, затраченных на рекламу, общая сумма сборов составила 100 миллионов 605 тысяч 135 доллара, из которых на США приходится 46 миллионов 982 тысячи 632 доллара (48,1 %), а на зарубежные страны 53 миллионов 622 тысячи 503 доллар (51,9 %). За первую неделю «Сайлент Хилл» собрал 20 152 598 долларов США, потеснив «Очень страшное кино 4» с места лидера проката. За вторую неделю процент от сборов упал на 53,7 %, и составил $ 9 336 399, а сама картина заняла 4 место по кассовым сборам. На третьей, четвёртой, пятой и шестой неделе сборы падали в процентном соотношении от 45,6 % до 76,5 % и составили $ 4 013 871, $ 2 183 549, $ 513 023, $ 205 291 соответственно. На 7 неделе соотношение сборов увеличилось на 11,3 % ($ 228 433), однако на 8 и заключительной 9 неделе вновь продолжили падение, добавив в кассу фильма $ 133 153 и $ 85 116 соответственно и заняв 32 прокатное место среди других фильмов.
Среди других государств наибольшую сумму проекту принесла Великобритания ($ 6 734 879), за ней — Франция ($ 5 813 657), потом Испания ($ 4 403 940), Россия и страны СНГ ($ 3 540 000), Италия ($ 3 530 412), Германия ($ 3 224 851), Япония ($ 2 462 398), Австралия ($ 1 496 627). Наименьшее количество денежных средств принес фильму Ливан — всего лишь 3 тысячи 200 долларов. Ган называл рынки Японии и Германии разочаровывающими в финансовом плане. По его мнению, причиной тому послужил выход фильма в конкуренции с кинолентами «Миссия невыполнима 3» и «Пираты Карибского моря: Сундук мертвеца».
В прокатном рейтинге «Ужасы и сверхъестественное», составленном веб-ресурсом Box Office Mojo, кинокартина заняла 29 место, обойдя на одну позицию «Пункт назначения 2», но будучи ниже фильма «Ключ от всех дверей». Среди игровых адаптаций фильм занимает 9 позицию по кассовым сборам. В чарте экранизаций игр-шутеров «Сайлент Хилл» занял первое место, обойдя таких соперников как «Макс Пэйн», «Обитель зла», «Хитмэн» и «Doom». В рейтинге внутренних кассовых сборов за всё время кинолента заняла 1365 место. В аналогичной сотне по итогам 2006 года, «Сайлент Хилл» расположился на 69 месте.
За первую неделю релиза фильма на DVD было продано 727 839 экземпляров фильма, что принесло 12 миллионов 341 тысячу 602 доллара дохода. На второй неделе продажи упали на 76 % и составили 174 767 копий, на третьей ещё на 32,1 % (118 681 копий), а на четвёртой 55,4 % (52 971 копий). «Сайлент Хилл» был лидером продаж, однако уже на второй неделе упал до 8 места, на третьей спустился ещё на одну позицию, на четвёртой дошёл до 23 строчки, а на двенадцатой — до 48. В итоге было продано 1 миллион 322 тысячи 747 экземпляров картины; кинолента собрала дополнительные 22 миллиона 201 тысячу 709 долларов дохода. Впрочем, прокатчики рассчитывали заработать на продажах 30 миллионов долларов.

## Отзывы и оценки
| Рейтинги              | Рейтинги |
| Издание               | Оценка   |
| --------------------- | -------- |
| Rotten Tomatoes       | 32/100   |
| Metacritic            | 31/100   |
| Empire                | [ 8 ]    |
| The Austin Chrronicle | [ 10 ]   |
| Мир Фантастики        | 9/10     |
| Игромания             | [ 58 ]   |
| Афиша                 | [ 11 ]   |
| TV Guide              | [ 109 ]  |
| ReelViews             | [ 110 ]  |
| Entertainment Weekly  | D+       |
| IMDb                  | 6,5/10   |

### Рейтинги
Англоязычные кинокритики в большинстве своём восприняли фильм негативно. Так, рейтинг на веб-сайте Rotten Tomatoes, основанный на 107 рецензиях, составил 32 %. Из всех учитываемых обзоров только 34 характеризовались положительно, в то время как отрицательных мнений было 73. В противовес этой статистике, пользовательский рейтинг зрителей составил 63 %. Консенсус критиков на сайте гласит: «Сайлент Хилл» визуально впечатляет, но, как и многие экранизации видеоигр, страдает от бессмысленных диалогов, запутанного сюжета и чрезмерно затянутого хронометража». На агрегаторе Metacritic кинолента была оценена в 30 баллов из 100. Из 20 рецензий лишь одна была положительной, в то время как смешанных и негативных было 10 и 9 соответственно. Российская пресса восприняла «Сайлент Хилл» более благосклонно, а отзывы зрителей варьировались от недоумённых до восторженных.
Ресурс Screenjunkies.com включил кинофильм в десятку лучших экранизаций компьютерных игр, поставив её на восьмое место и в десятку игровых фильмов, где она заняла третье место. Согласно опросам сайта LoveFilm, в десятке лучших компьютерных адаптаций «Сайлент Хилл» занимает первое место, собрав 15 % голосов респондентов. В тройку лучших также вошли фильмы «Лара Крофт: Расхитительница гробниц» (14 %) и «Обитель зла» (13 %). В списке лучших фильмов 2006 года по версии IMDb «Сайлент Хилл» занял третье место в категории «Самый страшный фильм», уступив «Пиле 3» и «Спуску». В списке «Лучшие и худшие экранизации видеоигр» по версии газеты Time Out кинолента заняла первую строчку среди лучших работ. Ресурс GamesRadar также поставил ленту на первое место среди лучших игровых экранизаций.

### Обзоры кинокритиков
Джеймс Дайер (англ. James Dyer), обозреватель журнала Empire, отметил внешнее сходство фильма и оригинальной игры: гротескные существа и знакомые локации воспроизведены с ужасающим вниманием к деталям. Но эта верность исходному материалу позиционируется критиком как самая большая проблема фильма. Безумная история осталась практически неизменной, неясная мифология говорит о неудачной адаптации. Вся история состоит из переходов из точки A в точку B, где главную героиню поджидает монстр C. Негативно сюжет оценивали и иные рецензенты. Натан Ли (англ. Natan Lee), представитель The New York Times, писал, что в фильме не встретится ни «умных разговоров», ни целостного повествования. «Сайлент Хилл» является нелепой поучительной историей о колдовстве и религиозном фундаментализме, заканчивающийся возмутительной французской фантазией. Билл Галло (англ. Bill Gallo), обозреватель Village Voice, посчитал фильм бессмысленным, наполненным заклишированными сценами и дешёвыми эффектами, лишёнными напряжения. Джэн Стюарт (англ. Jan Stuart), похвалив визуальные эффекты, сожалела, что они связаны воедино банальной подоплёкой вроде колдовства и религиозного фанатизма.
Мэйтлэнд Макдонак (англ. Maitland McDonagh), критик еженедельника TV Guide, посчитал, что кинолента на всём своем протяжении растрачивает запас тщательно воссозданной атмосферы. «Сайлент Хилл» был назван игровой аномалией, поскольку персонажи и предыстория в нём важны так же, как и всё действие, выстроенное вокруг женщин. Марк Сэвлов (англ. Marc Savlov), обозреватель The Austin Chronicle, писал, что фильм сформировался под влиянием «Пика Данте», Лавкрафта, индастриал-группы Einstürzende Neubauten, ныне покойного итальянца Лучо Фульчи, которых поместили в кулак, обвязали колючей проволокой и, в порыве экзистенциального отчаяния, пробили стену несколько раз. Критик называл сценарий Эвери меланжевой смесью, состоящей из демонический неразберихи и псевдорелигиозных образов. Главная достопримечательность фильма, по его мнению, заключалась не в сюжете или персонажах, а в жестоком, кошмарном изображении.
Джеймс Берардинелли, обозреватель портала ReelViews, заявил, что, когда дело доходит до фильмов по играм, «Сайлент Хилл» не становится Святым Граалем, но является шагом в правильном направлении. Среди отрицательных качеств ленты кинокритик выделил избыточную продолжительность картины, наличие ненужной бессмысленной беготни, сырые диалоги и предсказуемую кульминацию, но, несмотря на это, в ней присутствуют несколько страшных эпизодов и неоднозначных выводов. Берардинелли считал, что адаптация ориентирована скорее на фанатов, поскольку фильм был понятен только в общих чертах. Визуально город выглядит здорово, жутко и временами зловеще. Сюжетные линии, связанные с персонажем Шона Бина, по мнению рецензента, можно было удалить, поскольку Кристофер на протяжении картины не делает ничего важного. Роджер Эберт из Chicago Sun-Times дал фильму полторы звезды из четырёх, назвав его «невероятно красивым фильмом», но отметив, что он «не понял сюжета», и раскритиковав то, что «на протяжении всего фильма персонажи делают паузы, чтобы предложить таинственные предыстории, исторические перспективы, метафизические прозрения и оккультные учения».

Символ культа, несколько раз встречающийся в фильме

Лу Ламиник (англ. Lou Lumenick), критик таблоида New York Post, охарактеризовал «Сайлент Хилл» как великолепно выглядящий, но поразительно бессвязный сверхъестественный триллер, в котором есть всё: потерянный ребёнок, жуткий и, вероятно, мёртвый ребёнок, необычные надписи на стенах, странные рисунки и обычные угрожающие сборники религиозных лозунгов и иконографий. Обозреватель заявил, что понятия не имеет, что в фильме делают все персонажи и монстры, и об этом лучше спросить у режиссёра и оскароносного сценариста. После криков «Сжечь её!» рецензент сам пожелал предать фильм огню.
Александр Чекулаев, рецензент «Мира фантастики», назвал «Сайлент Хилл» образцовой игровой экранизацией. Он заявил, что зрители могли ожидать выдающихся результатов уже после назначения опытного режиссёра-визионера, способного сделать хороший фильм, не имея высокого бюджета. Обозреватель положительно воспринял обстановку фильма, состоящего из нежно-пастельного пейзажа, выполненного в жемчужно-серых тонах, «взрывающегося брутальным багровым кошмаром Иеронима Босха», в который вкраплены гипертрофированные формы монстров, проникнутые духом Стивена Кинга. По мнению критика, в ленте ощущается влияние концепции слоёв Сумрака из вселенной «Дозоров» Сергея Лукьяненко. Чекулаев особо отметил исполнение Джодель Ферланд, чьи персонажи являются ключевыми фигурами в механике потусторонней вселенной, и посчитал, что последний раз подобную энергию он ощущал от Кристины Риччи в фильме «Семейка Аддамс». Похвалы удостоилась атмосфера ужаса и тревожное ощущение неминуемо приближающегося зла, характерные для игр серии.
Сотрудниками данного издания также были подготовлены спецматериалы, в которых был отмечен ряд неточностей в фильме. Среди киноляпов преобладали географические и правовые различия США и Канады. Так на плакате у автозаправки сообщалось, что в качестве единиц измерения используются литры, хотя в Америке топливо отпускается в галлонах. Кроме того, на некоторых автомобилях регистрационные номера Западной Вирджинии находились на бамперах, несмотря на то, что в данном штате не требуется их размещение спереди автомобиля. Так и сам штат был зеркально изображён на полицейской форме Сибил, игнорируя его реальное физико-географическое расположение.
Критик журнала «Афиша» Роман Волобуев сравнивал «убийственно красивый и жестокий фильм» с Гран-Гиньолем. Он посчитал, что режиссёр «как живописец старой школы ничего не имитирует, он работает не с поверхностями и текстурами, а напрямую с материей — в данном случае с материей зла, иррациональной, завораживающей и отталкивающей на каком-то базовом, молекулярном уровне». По его мнению, до «Сайлент Хилла» подобной доходчивостью обладали киноленты «Восставший из ада» Клайва Баркера и «Клетка» Тарсема Сингха. Сам фильм повествует про ужас как про духовный опыт — чистый и неразбавленный. В своих методах и целях он чем-то близок к работам Алехандро Ходоровски с поправкой на то, что Ган талантливее своего коллеги. Обозреватель Total DVD писал, что лента, несмотря на неоднозначное критическое восприятие, получила культовый статус не только у поклонников видеоигры, но и среди любителей жанра, далёких от игровых сообществ.

### Мнения игровых обозревателей
Как и в случае с профессиональной кинокритикой, игровые обозреватели восприняли фильм неоднозначно. Игорь Варнавский, рецензент журнала «Игромания», заявил, что обещание переработать сюжет оригинальной Silent Hill, сделав его более понятным, съёмочная группа «с треском провалила». Неподготовленный зритель, по его мнению, из киноленты ничего не поймёт. Несмотря на то, что тайны и недомолвки всегда были прочно связаны со стилистикой игр серии, перенос подобных загадок в фильм позиционировался Варнавским как неудачная идея. Объяснял он эту точку зрения тем, что к играм прилагались многочисленные подсказки и дополнительные материалы, помогающие вникнуть в сущность происходящего, в то время как «в кино такое невозможно». Отрицательно он воспринял и актёрскую работу Шона Бина, «зачитывающего свои реплики с чрезмерным старанием». К минусам критик причислил дилетантскую режиссуру, бездарно использованный саундтрек и «практически полное отсутствие хоть чего-то пугающего». Похвалы удостоились хорошие декорации и общая бескомпромиссность. В итоге, обозреватель резюмировал, что экранизация не смогла дотянуться до уровня оригинала. Мэтт Хоукинс (англ. Matt Hawkins), обозреватель блога Kotaku называл фильм уважительной интерпретацией исходного материала, однако убедительность атмосферы не компенсировала медленный темп повествования, отсутствие сюжета и морально неоднозначный финал. Олег Чимде находил в фильме скрытые отголоски библейских сюжетов, включая непорочное зачатие и искушение мученика злыми силами.
Иван Васильев, рецензент онлайн-издания 3DNews Daily Digital Digest, посчитал, что фильм оказался на удивление успешным для картины по мотивам игры. В качестве главной составляющей этого успеха критик назвал смещение акцентов в сторону «материнства» и отношений мать-дитя, в которых семейная трагедия выходит на первый план. В плюсы были приписаны качественный дизайн монстров и общая жанровая направленность, выполненная не в стилистике треш-боевика. Валерий Корнеев, обозреватель журнала «Страна игр», заявил, что Гану удалось почти невозможное: доставить удовольствие как поклонникам игры, так и обычным киноманам. Он посчитал, что последний раз «так встречали» «Смертельную битву» Пола Андерсона. Разница в том, что «Сайлент Хилл» перенесён на экран гораздо бережнее, с огромным уважением к визуальному и смысловому наполнению серии. Особо были отмечены гротескные монстры, бесподобная музыка и различные перспективы камеры. Все изменения были восприняты положительно — интерпретация съёмочной группы выглядит весомой, последовательной и соответствующей духу первоисточника. Фильм «можно было испортить миллионом способов», но экранизация Гана, «что бы ни говорили американские кинокритики», — хорошее кино.

### Номинации на премии
| Год  | Премия                                         | Категория                                                   | Номинанты              | Результаты |
| ---- | ---------------------------------------------- | ----------------------------------------------------------- | ---------------------- | ---------- |
| 2006 | Golden Trailer Awards                          | Лучший фильм ужасов                                         | «Сайлент Хилл»         | Номинация  |
| 2006 | Teen Choice Award                              | Фильмы — выбор триллера                                     | «Сайлент Хилл»         | Номинация  |
| 2006 | Премия Австралийского института кинематографии | Лучшая актриса                                              | Рада Митчелл           | Номинация  |
| 2006 | Chainsaw Award                                 | С этой цыпочкой ты не захочешь связываться (Лучшая героиня) | Рада Митчелл           | Номинация  |
| 2006 | Chainsaw Award                                 | Жутчайший ребёнок                                           | Джодель Ферланд        | Номинация  |
| 2006 | Chainsaw Award                                 | Похоже на убийство (Лучший грим)                            | «Сайлент Хилл»         | Номинация  |
| 2006 | Chainsaw Award                                 | Больной (Лучшие спецэффекты)                                | «Сайлент Хилл»         | Номинация  |
| 2007 | DGC Craft Award                                | Звуковой монтаж — художественный фильм                      | Джейн Теттерселл и др. | Номинация  |